# 埃克托尔·加西亚
埃克托尔·加西亚·奥特罗（西班牙語：Héctor García Otero，1926年6月12日—2004年之前），乌拉圭男子篮球运动员，曾代表乌拉圭参加1948年夏季奥运会、1952年夏季奥运会和1956年夏季奥运会男子篮球比赛，分别获得第五名、铜牌和铜牌。